# Konrad Zöllner von Rotenstein

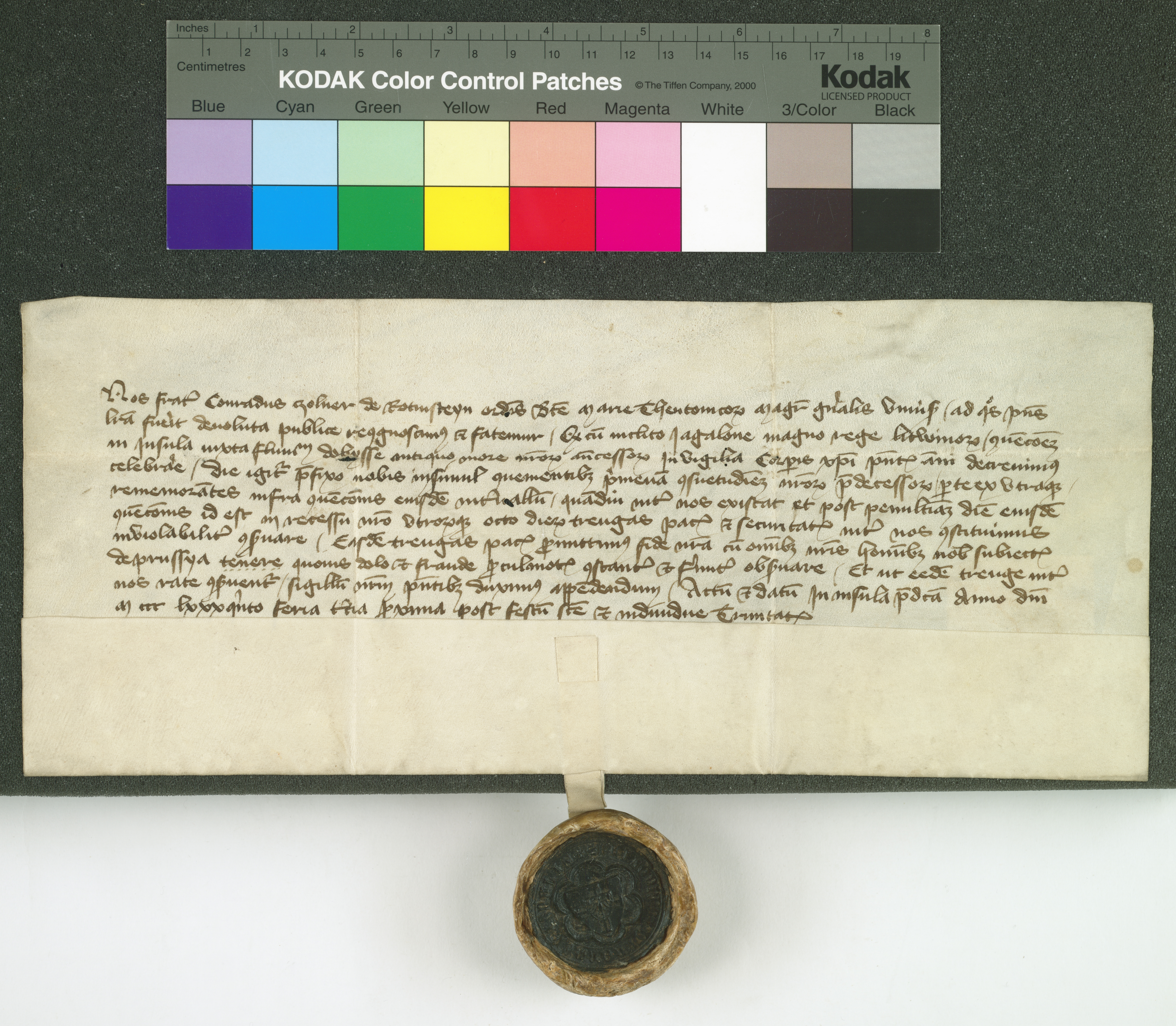
Konrad Zollner von Rotenstein, wielki mistrz zakonu krzyżackiego, zaręcza dotrzymanie zawieszenia broni na czas rokowań mających się odbyć na wyspie na rzece Dubissa z Jagiełłą, „wielkim królem litewskim” (dokument z 1385 roku)

Konrad Zöllner von Rotenstein (ur. ok. 1325/1330; zm. 20 sierpnia 1390 w Malborku) – wielki mistrz zakonu krzyżackiego w latach 1382–1390.

## Życiorys
Karierę w zakonie krzyżackim rozpoczął w 1353 od urzędu prokuratora w Przezmarku. Krótko potem został komturem domowym Dzierzgonia. Od 1368 roku był komturem gdańskim. W 1372 roku uzyskał godność wielkiego szatnego i komtura dzierzgońskiego dołączając do najwyższych dostojników zakonu.
Mimo że nie należał do najbardziej wpływowych w Zakonie i nie miał doświadczenia politycznego, został w 1382 roku wybrany wielkim mistrzem krzyżackim po śmierci Winricha von Kniprode. Na pierwszym miejscu swojego panowania postawił wewnętrzne sprawy państwa.
Dowództwo nad armią i sprawy wojny z Litwą pozostawił doświadczonemu w sprawach wojskowych Konradowi von Wallenrode, którego uczynił wielkim komturem, a po jego śmierci wielkim mistrzem. Miał on w imieniu zakonu zdobywać nowe tereny i przede wszystkim uzyskać i utrzymać stałe połączenie Prus z Inflantami, co udawało się tylko przez krótkie okresy.
Zreformował podział administracyjny Prus, wspierał kolonizację obszarów słabo zaludnionych, pozwolił na organizowanie się stanów i ich przedstawicielstwa. Postanowił ufundować uniwersytet, którego siedzibą miało być miasto Chełmno. Wspierał rozwój i samorządność miast.
Na okres jego urzędowania przypadł chrzest Litwy i objęcie tronu polskiego przez Władysława II Jagiełłę, co znacząco wzmocniło front antykrzyżacki. Konrad Zöllner von Rotenstein zmuszony był przyglądać się schyłkowi ekspansji zakonu krzyżackiego wśród Bałtów i powolnemu upadkowi idei budowania państwa krzyżackiego kosztem pogańskich ludów w Europie. Ostatnie lata panowania poświęcił próbie rozbicia unii polsko-litewskiej i skłócenia ze sobą dwóch wielkich książąt litewskich: Witolda i Jagiełły.
Konrad Zöllner von Rotenstein zmarł 20 sierpnia 1390 roku na zamku w Malborku. Pochowany został w mauzoleum wielkich mistrzów pod kaplicą św. Anny.